# Gorceixia
Gorceixia é um género botânico pertencente à família Asteraceae.